# Lingua polowatese
Il Polowatese è la lingua dell'atollo Polowat appartenente a Chuuk uno degli Stati Federati di Micronesia. Il polowatese  appartiene alle lingue austronesiane e per la scrittura viene usato l'alfabeto latino.